# Андрюшкина (приток Кети)
Андрюшкина — река в Верхнекетском районе Томской области России. Устье находится в 12 км по правому берегу протоки Карбинская Анга реки Кеть. Длина реки составляет 11 км.

## Данные водного реестра
По данным государственного водного реестра России относится к Верхнеобскому бассейновому округу, водохозяйственный участок реки — Кеть, речной подбассейн реки — бассейн притоков (Верхней) Оби от Чулыма до Кети. Речной бассейн реки — (Верхняя) Обь до впадения Иртыша.